# Honduras' fodboldforbund
National Autonomous Federation of Football of Honduras (FENAFUTH, spansk: Federación Nacional Autónoma de Fútbol de Honduras) er det styrende organ for fodbold i Honduras. Det organiserer Honduras fodboldlandshold. FENAFUTH blev etableret i 1951 og meldte sig ind i FIFA samme år. Ti år senere sluttede de sig til CONCACAF.